# علاج بواسطة الهيروين

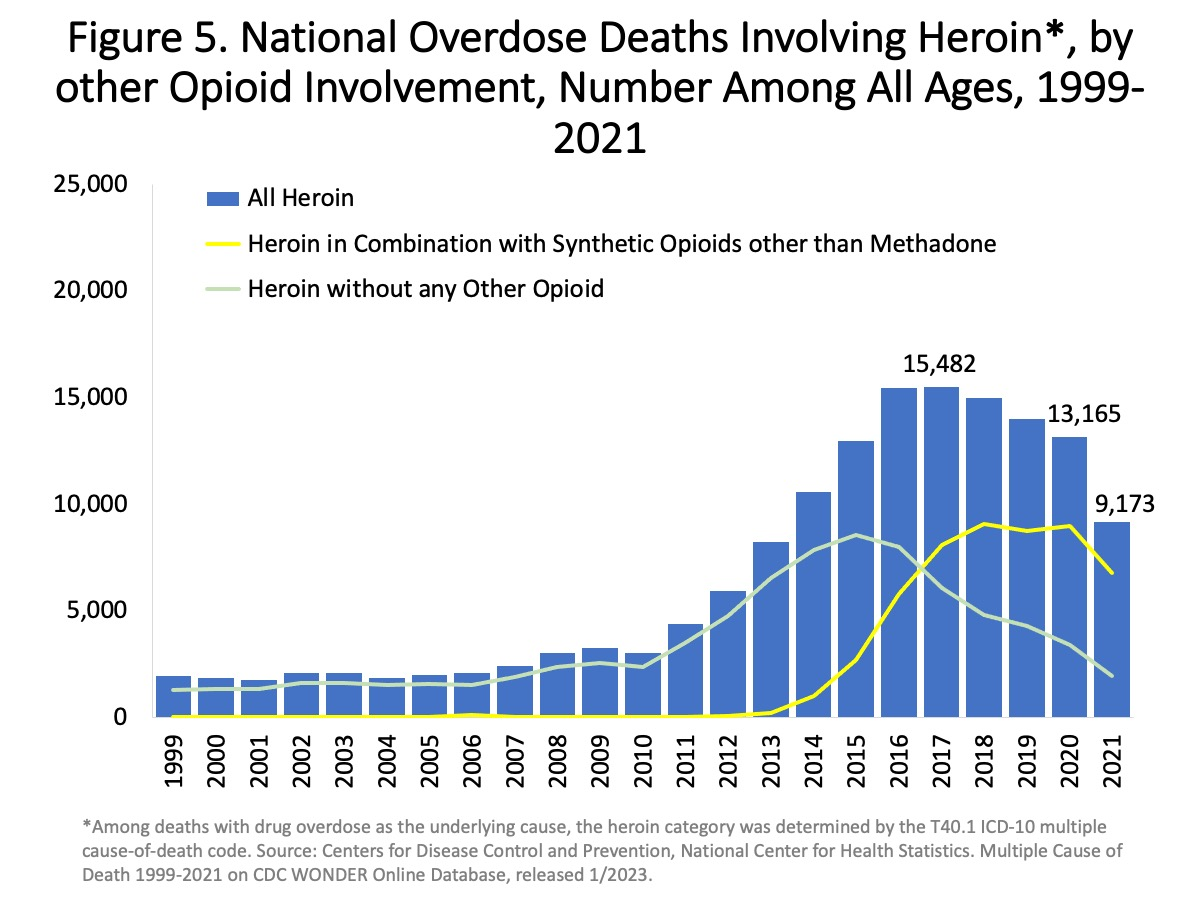
الجدول الزمني للوفيات السنوية بسبب الجرعات الزائدة في الولايات المتحدة التي تنطوي على الهيروين.

يُشير العلاج بمساعدة الهيروين (HAT)، أو العلاج بمساعدة الديامورفين، يشير إلى نوع من العلاج بمساعدة الأدوية (بالإنجليزية: Medication-Assisted Treatment)‏ (MAT)، حيث يتم وصف الهيروين شبه الاصطناعي لمدمني الأفيون، الذين لا يستفيدون أو لا يستطيعون تحمل العلاج بأحد الأدوية المعروفة المستخدمة في العلاج البديل للأفيون، مثل الميثادون أو البوبرينورفين (الاسم التجاري سوبوتكس). بالنسبة لهذه المجموعة من المرضى، أثبَتَ العلاج بمساعدة الهيروين أنه أفضل في تَحسِين وضعهم الاجتماعي والصحي. وقد ثَبَتَ أيضًا أنه يُوفِّر المال، لأنه يُخَفِّض بشكل كبير التكاليف التي تتكبدها المحنات، الحجز، التدخلات الصحية، والإهمال. كما أنها قللت بشكل كبير من الوفيات الناجمة عن الجرعات الزائدة في البلدان التي تستخدمها، حيث يأخذ المرضى جرعاتهم في بيئة خاضعة للرقابة والإشراف المهني، وناركان (النالوكسون) موجود في حالة تناول جرعة زائدة عرضية. تقتل الجرعات الزائدة المرتبطة بالمواد الأفيونية في الولايات المتحدة حوالي 70000 شخص سنويًا.
والعلاج بمساعدة الهيروين جزء كامل من النظام الصحي الوطني في سويسرا، وألمانيا، وهولندا، وكندا، والدانمرك، وتجري تجارب إضافية في المملكة المتحدة، والنرويج، وبلجيكا.

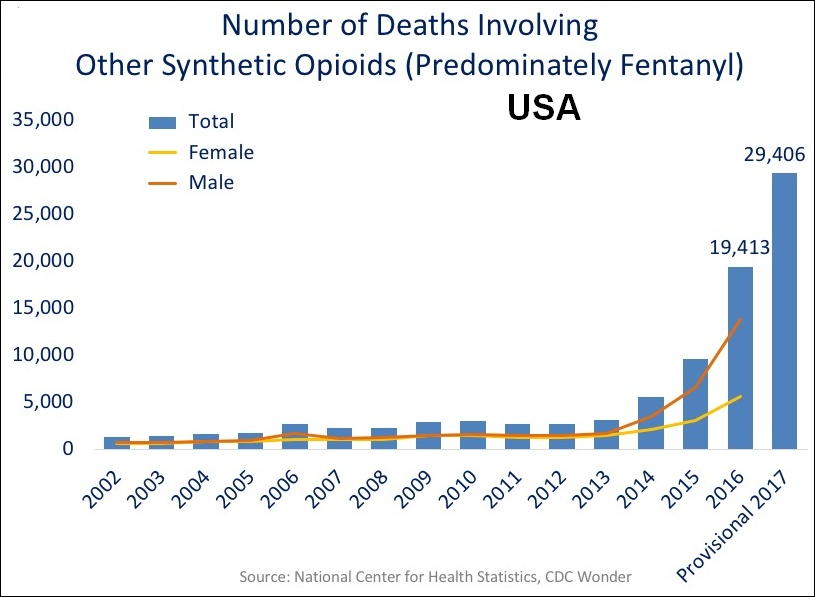
الوفيات السنوية في الولايات المتحدة بسبب المواد الأفيونية الاصطناعية الأخرى، وخاصة الفنتانيل.

## التاريخ

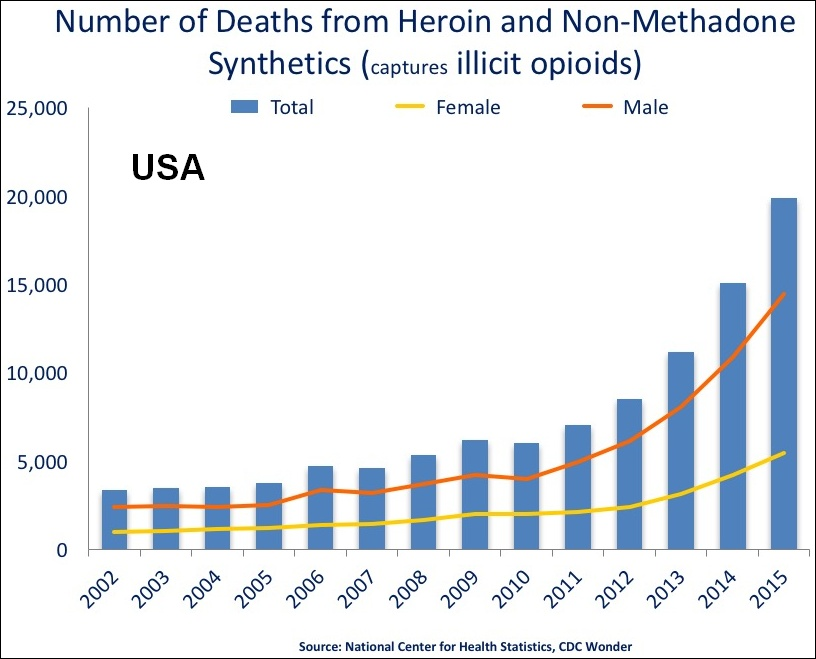
الجدول الزمني للولايات المتحدة. الوفيات السنوية غير المشروعة من المواد الأفيونية. عدد الوفيات الناجمة عن المواد التركيبية الهيروين وغير الميثادون. وتهيمن على الفئة الأخيرة جرعة زائدة من الفنتانيل غير المشروعة؛ عندما تقترن بالهيروين، فإن هذه الأرقام تلتقط الوفيات غير المشروعة من المواد الأفيونية.

كان لدى البريطانيين نظام صيانة الهيروين منذ عشرينيات القرن الماضي. لعقود من الزمان، كانت توفر لبضع مئات من المدمنين في جميع أنحاء البلاد، وكان معظمهم من الأطباء أنفسهم. تم إلغاء التأكيد عليه بشكل كبير خلال الستينيات والثمانينيات نتيجة للحرب التي قادتها الولايات المتحدة على المخدرات. في الثمانينيات وأوائل التسعينيات من القرن الماضي، كان الدكتور جون ماركس يُدِير عيادات وصف الهيروين في ليفربول، ويدنيس ووارينجتون، والتي كانت مثيرة للجدل إلى حد كبير. بسبب عدم وجود تجارب على نطاق واسع، لم يكن هناك سوى أدلة قصصية على فعالية العلاج. تَغيِّر هذا في عام 1994 عندما بدأت سويسرا، في مواجهة واحدة من أكبر مواقع تَعاطي المخدرات المفتوحة في أوروبا في ذلك الوقت، تَجارب واسعة النطاق حول الاستخدام المحتمل للديامورفين كدواء صيانة. لقد أثبتوا أن الديامورفين عقار صيانة فعال أظهر معدلات نجاح متساوية أو أفضل من الميثادون، من حيث مساعدة المستخدمين على المدى الطويل على إنشاء حياة مستقرة وخالية من الجرائم. شجعت هذه النتائج دولًا مثل ألمانيا، وهولندا على إجراء تجاربها الخاصة وإدراج العلاج بمساعدة الهيروين بشكل كامل كجزء من النظام الصحي الوطني في عام 2009. في السنوات الأخيرة، بدأ البريطانيون في التحرك نحو إدراج برامج صيانة الهيروين كعنصر شرعي في الخدمة الصحية الوطنية. في عام 2013، أصدر مركز المراقبة الأوروبية للمخدرات والإدمان التابع للاتحاد الأوروبي إرشادات للأعوام 2013-2020 ؛ لأول مرة منذ بدء EMCDDA عام 1995، دعت المجموعة إلى «تقليل المخاطر الصحية والاجتماعية والأضرار التي تسببها المخدرات»، بالإضافة إلى سياسات طويلة الأمد؛ لتقليل الطلب والعرض. أصدر كل من مكتب الأمم المتحدة المعني بالمخدرات والجريمة، والمعهد، عبر الوطنية وثائق تدعو إلى استراتيجيات الحد من الضرر، على الرغم من أن الأخير فقط يذكر العلاج بمساعدة الهيروين. 
في عام 2008، بدأ حزب الشعب السويسري اليميني استفتاء وطني حول العلاج بمساعدة الهيروين. صوتت أغلبية كبيرة (حوالي 68٪) لصالح استمرار برامج HAT السويسرية.
في هولندا، يتوفر كل من ديامورفين حمض الهيدروكلوريك القابل للحقن، كملح قابل للحقن في أمبولات جافة، بالإضافة إلى قاعدة الهيروين التي تحتوي على 5-10٪ كافيين للتبخير، وكلاهما يجب تناولهما مرتين يوميًا في بيئة خاضعة للإشراف، وسيكون مصحوبًا بجرعة منزلية يومية من الميثادون في المساء.
في سويسرا، قد يُسمح للمرضى بالظهور مرة واحدة فقط يوميًا، والحصول على جزء من ديامورفين في شكل أقراص للاستهلاك عن طريق الفم. لا يمكن ذلك إلا بعد فترة ستة أشهر ولا يُمنح عادةً إلا إذا لزم الأمر للاستمرار بوظيفة ما.

## نقد

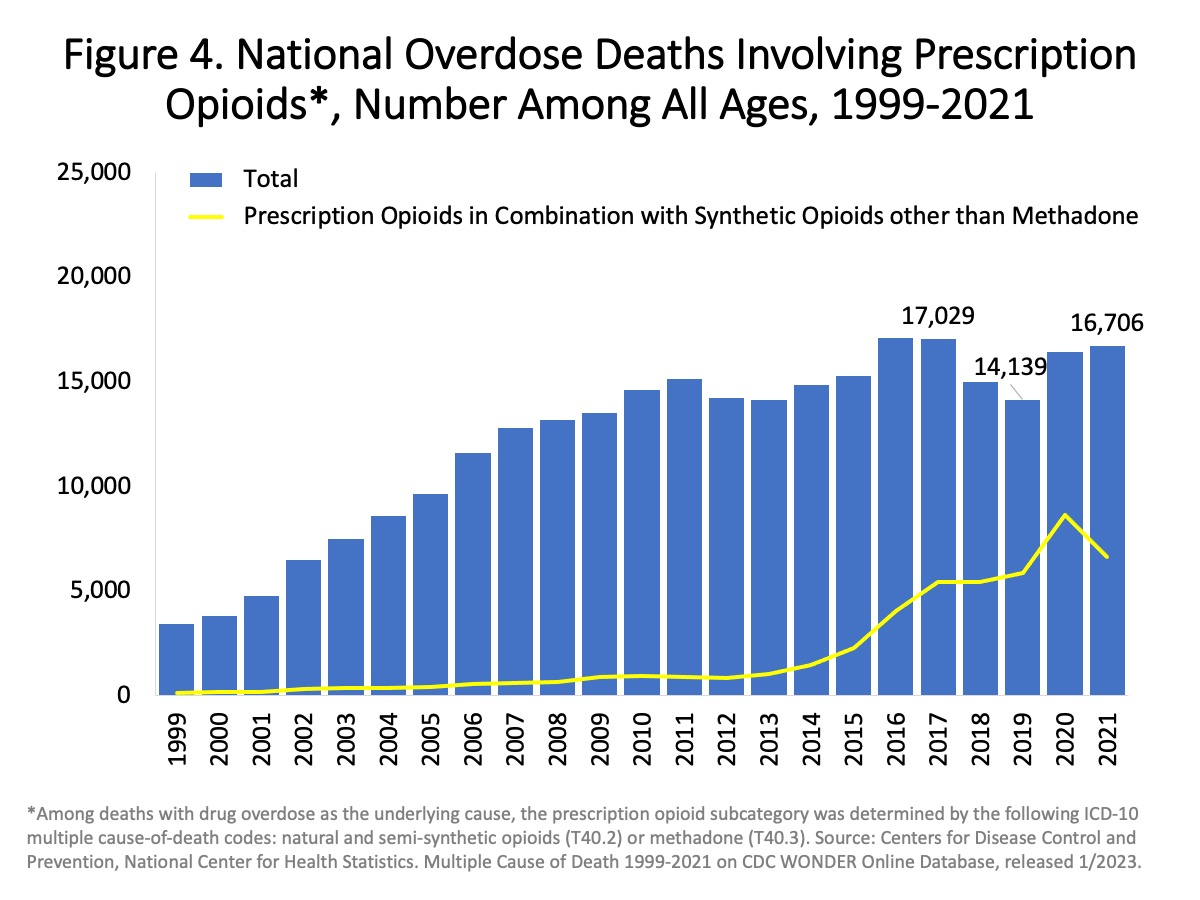
التسلسل الزمني للوفيات السنوية في الولايات المتحدة التي تشمل مسكنات الألم الأفيونية التي تصرف بوصفة طبية. المواد التركيبية غير الميثادون هي فئة يهيمن عليها الفنتانيل غير المشروع، وقد تم استبعادها لتعكس الوفيات الناجمة عن المواد الأفيونية الموصوفة بشكل أكثر دقة.

انتقد النقاد، مثل مؤسسة حزب الشعب السويسري، العلاج بمساعدة الهيروين جنبًا إلى جنب مع استراتيجيات أخرى للحد من الضرر بزعم خلق تَصوُّر بأن سلوكيات معينة يمكن أن تُشارَك بأمان، مثل تعاطي المخدرات غير المشروع، مدعين أن هذا قد يؤدي إلى زيادة في هذا السلوك من قبل الأشخاص الذين يمكن ردعهم لولا ذلك.
نحن نعارض ما يسمى باستراتيجيات «الحد من الضرر» كنقاط نهاية تعزز الفكرة الخاطئة، بأن هناك طرقًا آمنة أو مسؤولة لتعاطي
المخدرات. أي الاستراتيجيات التي يتمثل الهدف الأساسي فيها في تمكين متعاطي المخدرات من الحفاظ على السلوك الإدماني والمدمر
والقهري من خلال تضليل المستخدمين بشأن بعض مخاطر المخدرات مع تجاهل الآخرين.
- "بيان بشأن ما يسمى بسياسات" الحد من الضرر " الصادر في مؤتمر عقد في بروكسل، ببلجيكا من قبل أعضاء فرقة العمل
الدولية المعنية بالسياسة الاستراتيجية للمخدرات (وليس كيانا من كيانات الأمم المتحدة).
يمكن القول إن مثل هذه أوجه القصور موجودة مع بعض تدابير الحد من الضرر، مثل مراكز الحقن الخاضعة للإشراف. تُوفِّر هذه المرافق للمستخدمين المعلومات والمعدات اللازمة لتجنب الإصابة بأمراض مثل فيروس نقص المناعة البشرية، ولكنها تتركهم معتمدين على السوق السوداء. لذلك لا يزال المستخدمون يواجهون المخاطر الصحية المرتبطة بحقن عقاقير الشوارع غير النقية وما زالوا يواجهون ضغوطًا مالية هائلة لتمويل إدمانهم.

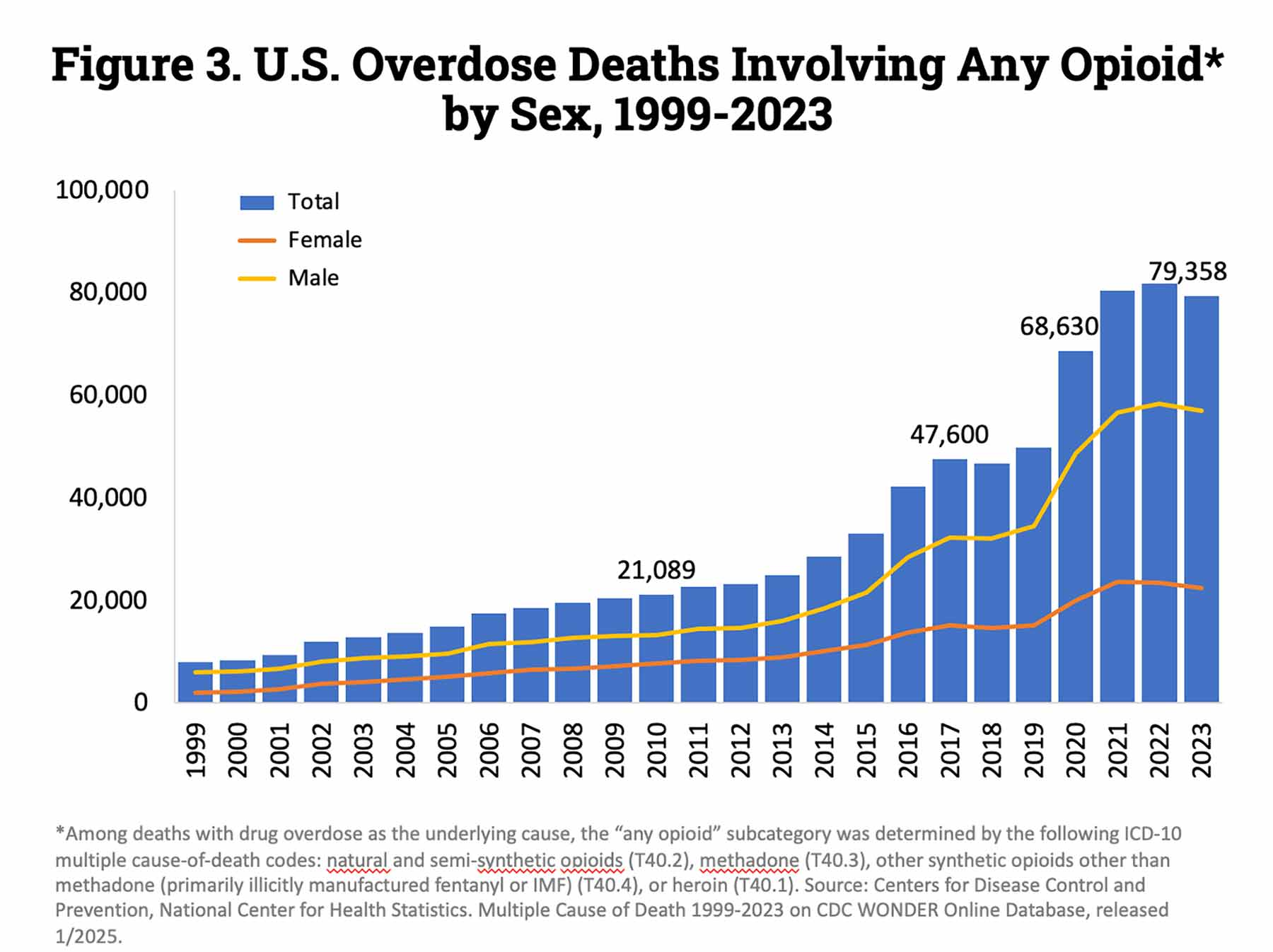
التسلسل الزمني للوفيات السنوية في الولايات المتحدة من جميع الأدوية الأفيونية. يشمل هذا العدد المسكنات الأفيونية ، إلى جانب الهيروين والمواد الأفيونية الاصطناعية غير المشروعة.

في حالة العلاج بمساعدة الهيروين، يتم تزويد المستخدمين بشكل من أشكال حقن الهيروين من الدرجة الصيدلانية والتي يعتبرها الأطباء مناسبة للحقن. وبينما يمتنع الأطباء عن التغييرات الجذرية في الجرعة ويقدمون مراقبة ما بعد الحقن، فإن الجرعات الزائدة نادرة ويمكن علاجها بسرعة بمضادات المواد الأفيونية مثل النالوكسون. وبالتالي، يتم إعفاء المرضى الذين يتلقون العلاج بمساعدة الهيروين من العقدة الرئيسية للمشاكل التي تحدد تعاطي الهيروين غير المشروع. الهيروين الاصطناعي الذي يتم تناوله في ظل الظروف المذكورة أعلاه ليس سامًا للأعصاب وله آثار جانبية قليلة طويلة المدى بجانب الإمساك والاعتماد على المخدرات. وبينما كان هناك تكهن بأن توافر خيارات العلاج هذه قد يغير التصور العام للمخاطر المرتبطة بتعاطي المخدرات وقد يؤدي إلى زيادة في تعاطي المخدرات غير المشروعة، انخفض معدل تعاطي الهيروين في سويسرا انخفاضا حادا منذ إدخال العلاج بمساعدة الهيروين. كما خلصت دراسة نُشرت في ذا لانسيت إلى ما يلي:
يبدو أن سياسة الحد من الضرر في سويسرا وتركيزها على العلاج الطبي لمشكلة الهيروين قد أسهمت في تصوير الهيروين
على أنه غير جذاب للشباب ".
- نوردت، وكارلوس، ورودولف ستوهلر، «حدوث استخدام الهيروين في زيورخ، سويسرا: تحليل سجل حالة العلاج»
كما أن فكرة تمكين المرضى في مثل هذه البرامج العلاجية من الحفاظ على «السلوك المدمر»، تتعارض مع النتائج التي مفادها أن المرضى يتعافون بشكل كبير من حيث وضعهم الاجتماعي والصحي. وجد تقرير متابعة سريري حول الدراسة الألمانية حول هذه المسألة أن 40٪ من جميع المرضى، و 68٪ من القادرين على العمل وجدوا عملاً بعد أربع سنوات من العلاج. حتى أن البعض أسس أسرة بعد سنوات من التشرد والجنوح.